# Hans Kölzow

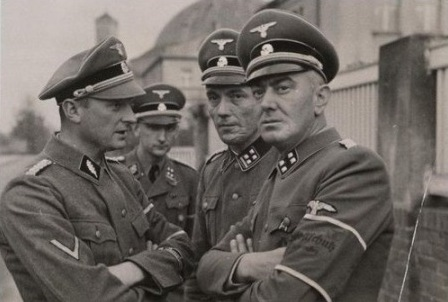
Hans Kölzow (2. v. r.) 1939 mit weiteren Milizführern des Selbstschutzes

Hans Heinrich Wilhelm Joachim Kölzow (* 21. Juni 1901 in Warin; † 10. September 1969) war ein deutscher Chemiker und SS-Führer.

## Leben und Wirken
Er war der Sohn des Lehrers Wilhelm Theodor Friedrich Joachim Kölzow und dessen Ehefrau Olga Catharine Luise geborene Plust. Nach dem Schulbesuch studierte er in Rostock und Berlin, promovierte 1927 und war einige Jahre in der chemischen Industrie und an technisch-wissenschaftlichen Institutionen wie dem Forschungsinstitut für Straßenbau der Technischen Hochschule Berlin-Charlottenburg tätig.
Kölzow war 1924 einer der Mitgründer der NSDAP-Ortsgruppe Rostock. Zum 1. November 1928 trat er offiziell in die NSDAP ein (Mitgliedsnummer 102.624). 1929 wurde er Anwärter und später Mitglied der SS (SS-Nummer 1.961) und am 30. Januar 1939 zum SS-Obersturmbannführer und mit Wirkung vom 21. Juni 1944 zum SS-Standartenführer ernannt. 1931 wurde er Reichsredner der NSDAP. Im Rahmen eines Lehrgangs im Reichspropagandaministerium wurde er 1935 zusammen mit einigen anderen Reichsrednern von Joseph Goebbels zum Reichsstoßtruppredner ernannt.
1933 wurde Kölzow zunächst zum ehrenamtlichen, dann besoldeten Stadtrat für Bauwesen in Berlin-Mitte und 1934 zum Stadtbaurat, Beigeordneten sowie Leiter der Haupttiefbauabteilung in Berlin ernannt. 1935 wurde er Mitglied des Forschungsbeirates der Forschungsgesellschaft für Straßenwesen, im Mai desselben Jahres erfolgte die Berufung zum ordentlichen Mitglied der Akademie des Bauwesens. Im November 1935 wurde Kölzow Mitglied des Senats des Berliner Bezirksvereins des Vereins Deutscher Ingenieure (VDI). 1937 trat er in den Vorstand des VDI ein, zum Jahresbeginn 1938 wurde er dessen Direktor. Im Juli 1938 wurde er Geschäftsführer der NSBDT-Fachgruppe „Mechanische Technik und allgemeine Ingenieurwissenschaft“ und alleiniger Direktor des Vereins deutscher Ingenieure (VDI). Ebenfalls 1938 wurde er auch Geschäftsführer des VDI-Verlags. Am 30. September 1940 schied er auf eigenen Wunsch aus der Geschäftsstelle des VDI aus.
Beim deutschen Überfall auf Polen im September 1939 war Kölzow Sonderführer der Inspektion Hohensalza der paramilitärischen Organisation Selbstschutz Westpreußen. Als solcher war er mitverantwortlich für die deutschen Kriegsverbrechen an der polnischen Bevölkerung. Im September 1941 wechselte er zur Waffen-SS. 1943 wurde er SS-Führer beim Stab des SS-Oberabschnitts Ukraine und 1944 beim Stab des SS-Abschnitts III. Im April 1944 wurde Kölzow zurück nach Berlin zum Wachbataillon und an die NSDAP-Parteikanzlei versetzt. Am Ende des Zweiten Weltkrieges geriet er in sowjetische Gefangenschaft, aus der er 1951 entlassen wurde. Danach arbeitete er für die Chemieprodukte GmbH bzw. Denso Chemie GmbH (später Denso-Chemie Wedekind KG) in Leverkusen und wohnte in Opladen. Bei Denso war er Leiter der anwendungstechnischen Abteilung.

## Schriften (Auswahl)
- Über Pyridinarsinsäuren und einige verwandte Verbindungen. Ein Beitrag zur Kenntnis der Beziehungen zwischen chemischer Konstitution und chemotherapeutischer Wirkung. Berlin 1927.
- Von der Abwasserbeseitigung zur Abwasserverwertung. VDI-Verlag, Berlin 1938.
- Bautenschutz auf chemischer Grundlage. Grundlegendes über Chemie und Technik des Bautenschutzes. Ernst, Berlin, München 1969.